# Flueggea verrucosa
Flueggea verrucosa är en emblikaväxtart som först beskrevs av Carl Peter Thunberg, och fick sitt nu gällande namn av Grady Linder Webster. Flueggea verrucosa ingår i släktet Flueggea och familjen emblikaväxter. Inga underarter finns listade i Catalogue of Life.